# Taillis à courte rotation

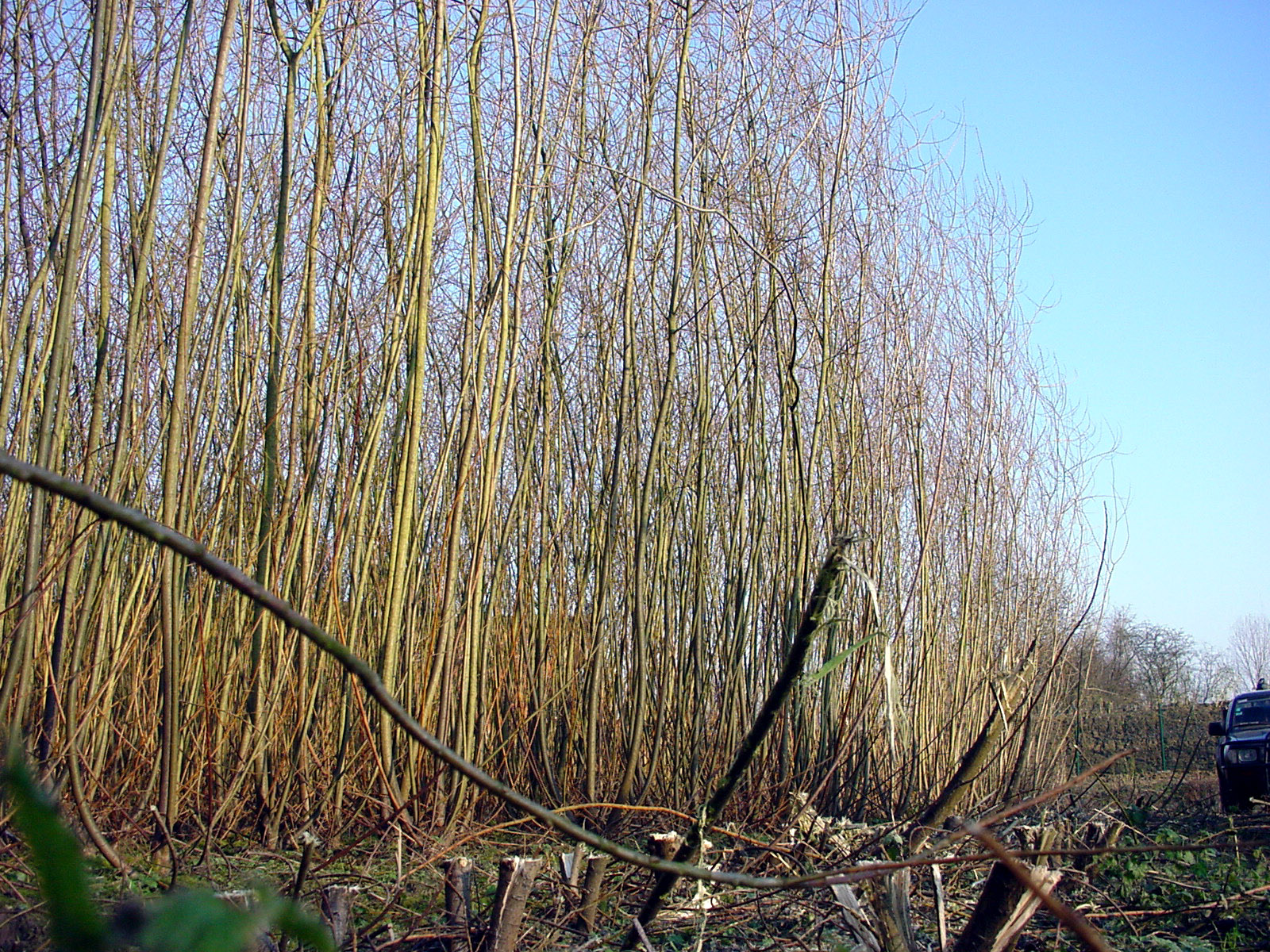
Taillis de 4 ans en cours de récolte à Villeneuve-d'Ascq, Nord-Pas-de-Calais, France.

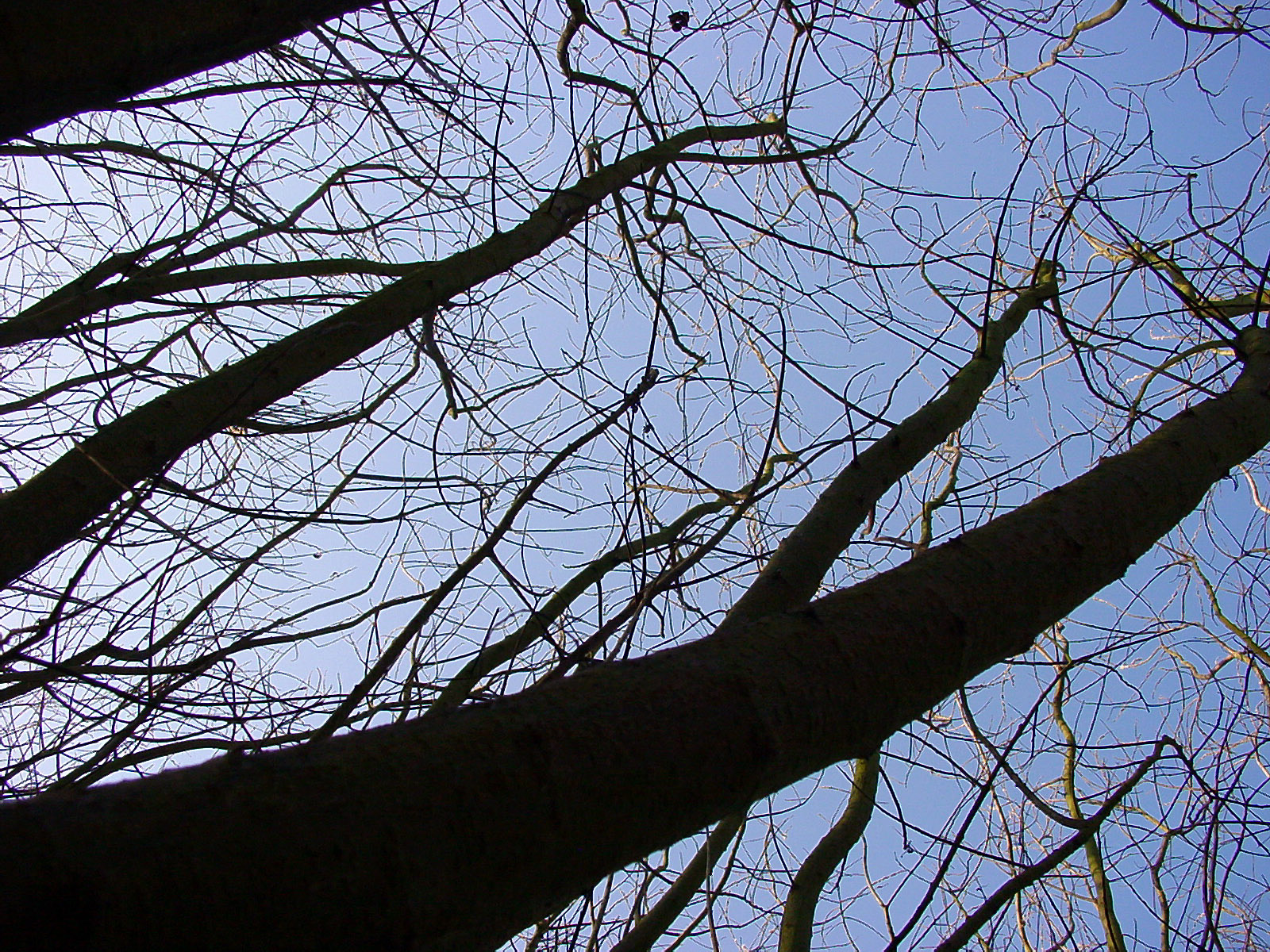
Aspect d'un taillis de saule de 3-4 ans (utilisé pour l'« épuration tertiaire », c'est-à-dire recevant l'eau déjà épurée d'une station d'épuration)

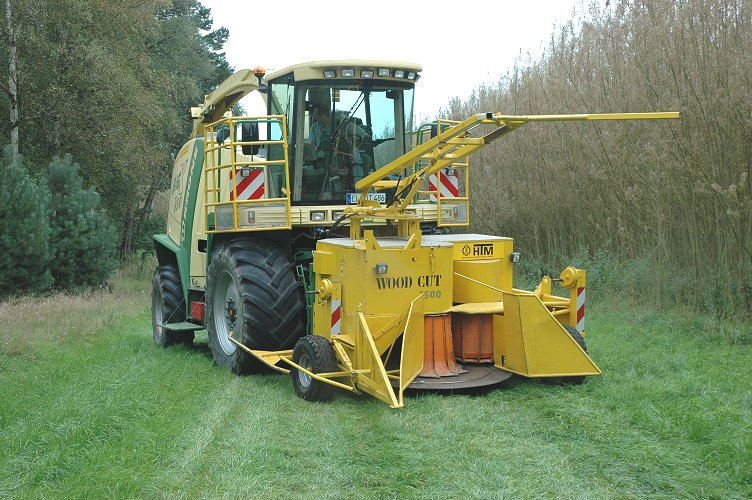
Machine de récolte, adaptée de l'ensileuse agricole.

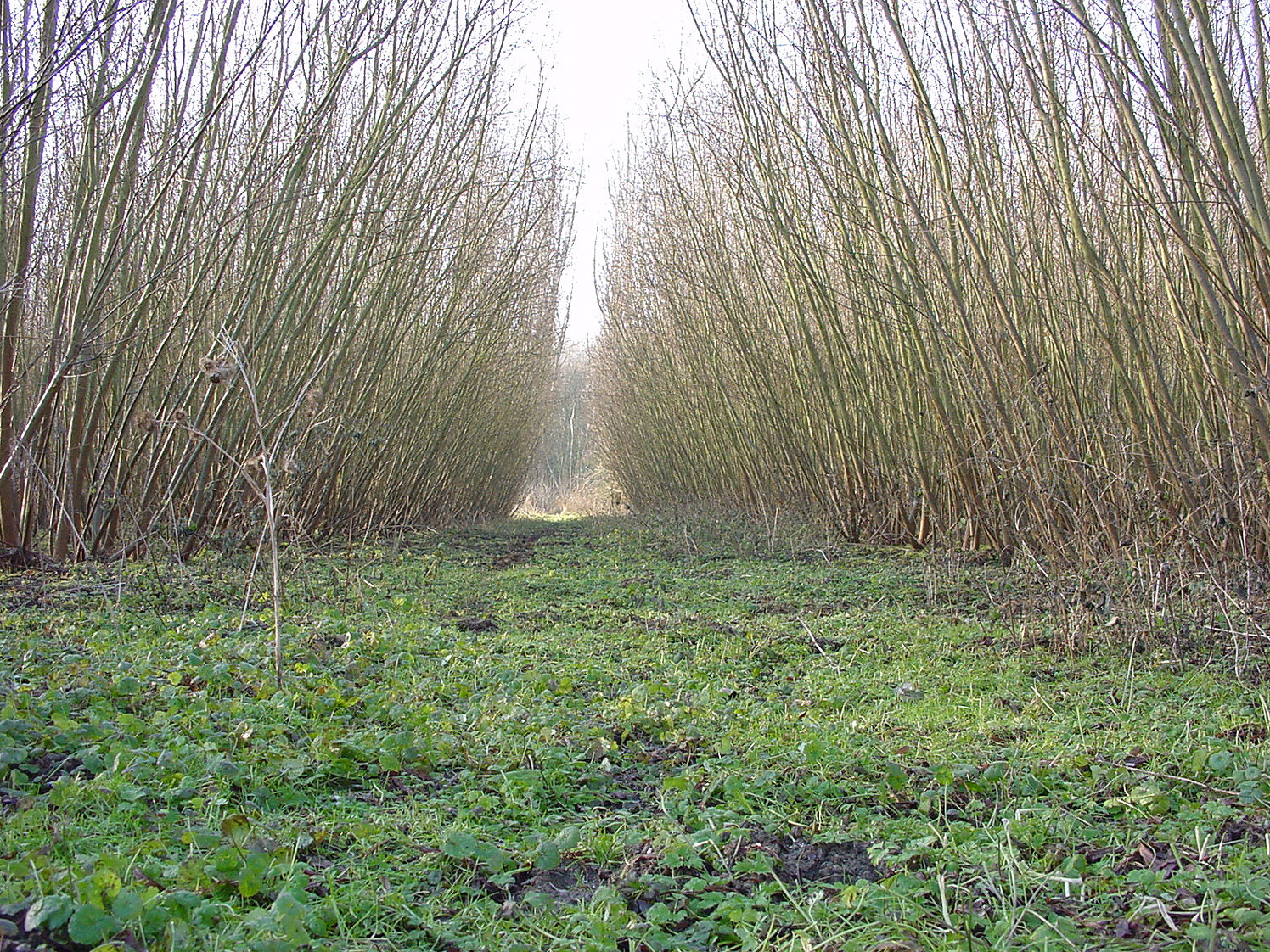
TtCR (à Villeneuve-d'Ascq)

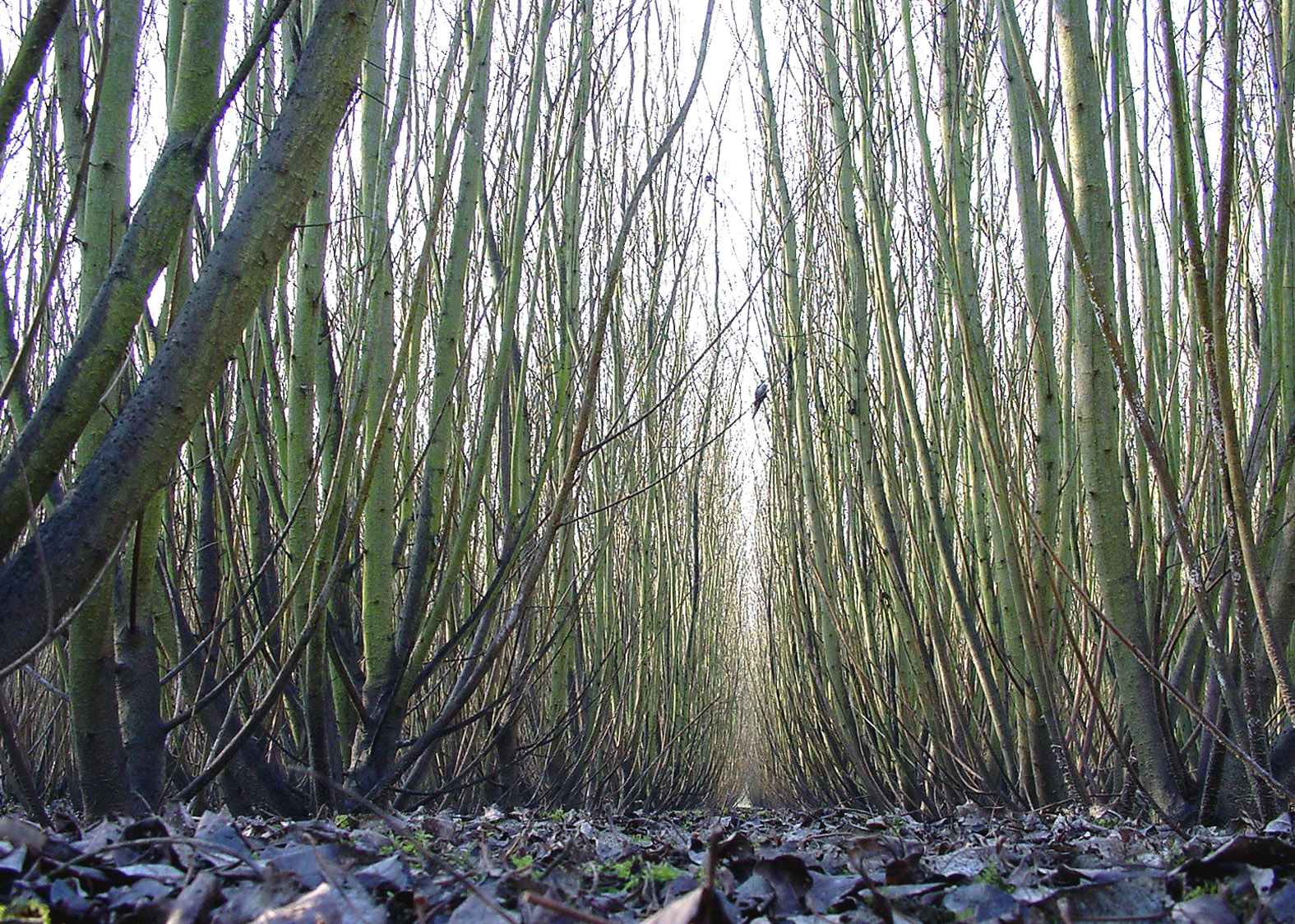
Clones de saules, en alignement

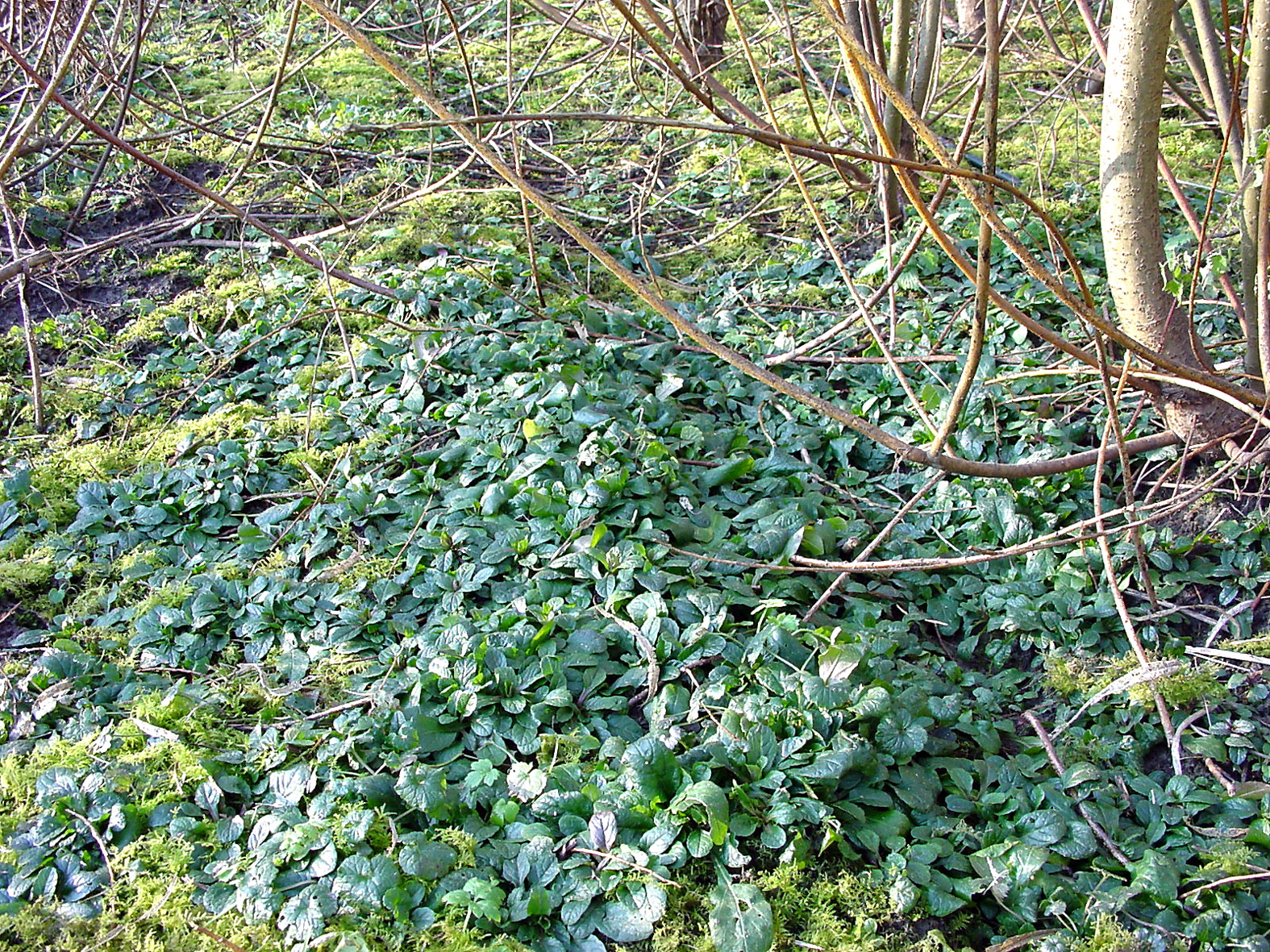
Formation spontanée (après 4 ans) d'une couverture végétale du sol, proche de celle qui existerait en lisière ou sous-bois, et qui peut accueillir diverses espèces de sous-bois

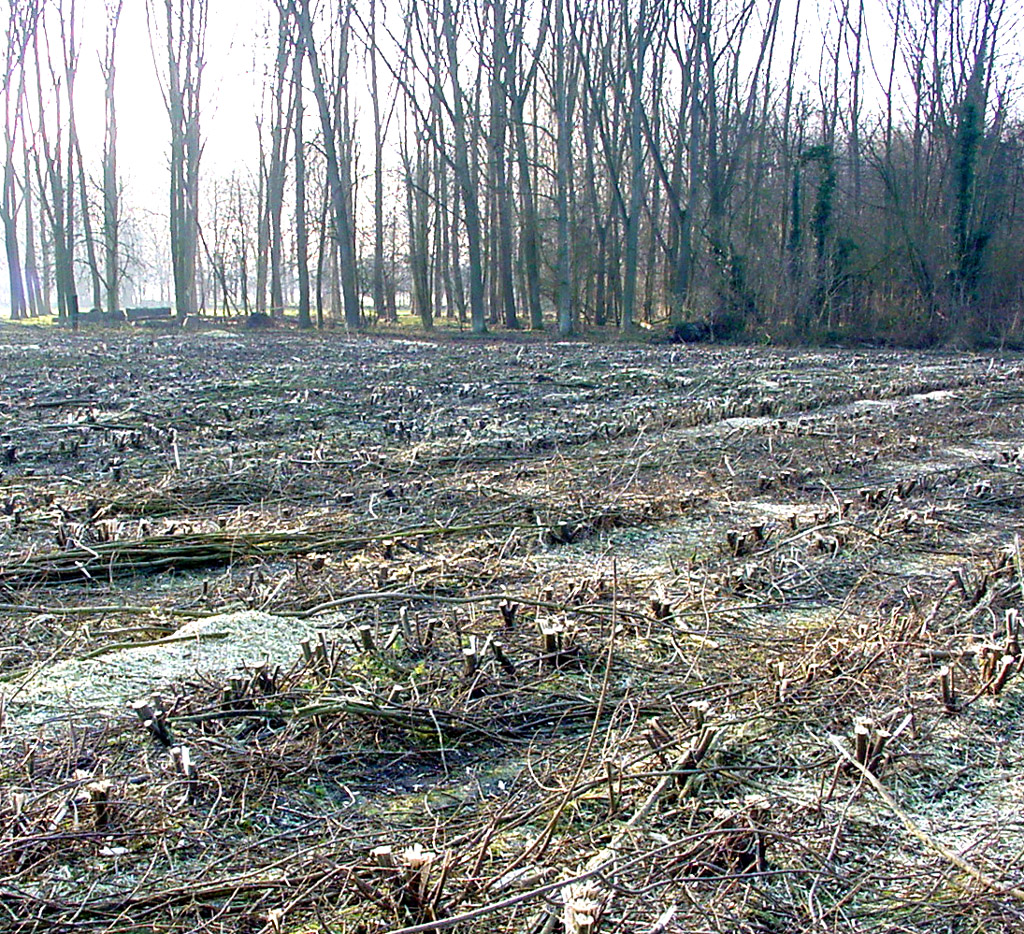
Aspect du terrain après récolte d'un taillis à très courte rotation (TtCR).

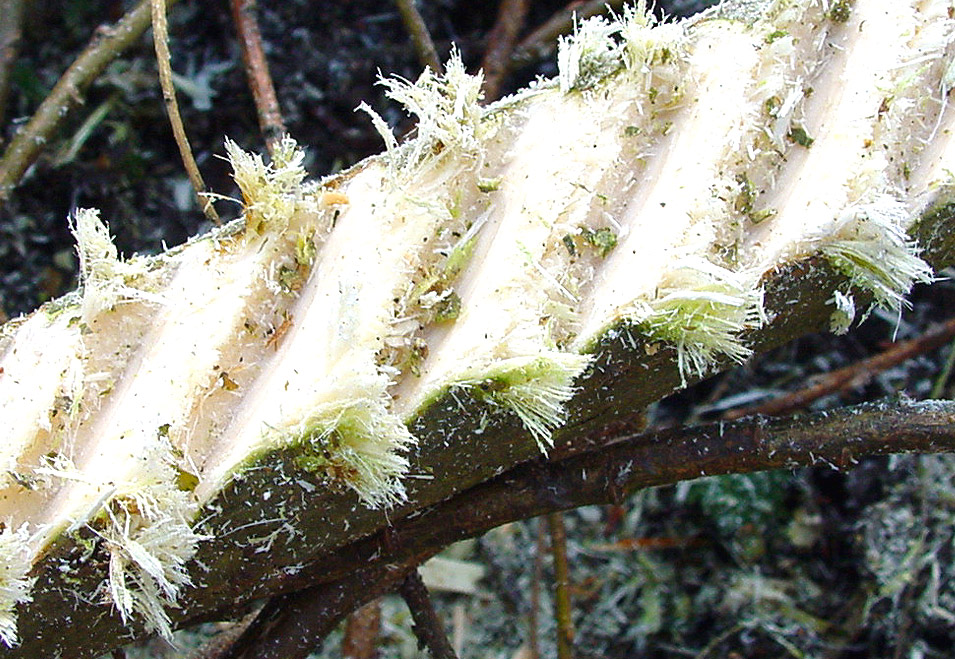
Détail des effets de la scie de la tête de coupe sur une tige de saule

Le taillis à courte rotation, ou TCR, est une culture ligneuse et pérenne à usage énergétique.
C'est une forme extrême du traitement en « taillis simple », conçue pour une récolte fortement mécanisée, avec une rotation de 3 à 5 ans (taillis très courte rotation ou TtCR), ou tous les 8 à 15 ans (TCR).

L'exploitant récolte la biomasse ligneuse aérienne (tronc, branches voire feuilles), mais il a parfois été envisagé d'aussi récolter les souches et racines).
La particularité du TCR et plus encore du TTCR est que la « révolution » (périodicité des coupes de taillis) est très fortement raccourcie afin de produire le maximum de biomasse en un minimum de temps. La récolte utilisée comme bois énergie (TtCR), pour la trituration ou pour produire des tiges et perches (pour la production de fascines par ex) ou des billons (TCR)
Une pratique longue du TTCR sur un même site peut conduire à épuiser les sols en certains nutriments (plus ou moins vite selon la densité d'ensouchement et la qualité du sol,) ce qui rendra les arbres de plus en plus vulnérables aux maladies (phytopathologies ; rouilles notamment, et aux insectes déprédateurs qui peuvent trouver là un milieu idéal pour pulluler, au détriment de la rentabilité du TCR).
Comme pour les agrocarburants, la rentabilité, le bilan énergétique et le bilan carbone global des TCR peuvent être discutés, notamment quand il s'agit de produire de l'électricité à partir du bois (sec ou non). Ils peuvent évoluer dans le temps avec l'épuisement du sol et sont à calculer au cas par cas.

## Effet densité
Ces taillis comportent d'environ 1 000 à 4 000 tiges par hectare voire jusqu'à 10 000 à 20 000 plants par hectare pour des taillis denses à très courte rotation.
Un équilibre est à trouver par l'agrosylviculteur entre densité et diamètre de tige souhaité. De manière générale, la biomasse récoltée par pied et le diamètre des tiges (surface terrière) diminuent avec la densité de l'ensouchement. Les grosses tiges favorisent le bucheronnage et les fines intéressent plutôt le broyage. Selon l'AFOCEL (1993), « Une densité voisine de 2 000 boutures par hectare est actuellement la densité idéale pour optimiser la production de billons destinés à l'industrie de la trituration ».

## Essences et souches employées
Elles doivent alors présenter une vitesse de croissance exceptionnelle : saule, peuplier, châtaignier testé en Italie, et en France), eucalyptus,... et si possible être rustiques et résistantes à la coupe et au recépage. Paulownia elongata a été testé en serre pour l'épuration de lisiers de porcs
Des souches génétiquement différentes sont recommandées pour éviter la transmission de maladies d'un arbre à l'autre en cas d'épidémie, mais dans certains cas (production de fibres de peuplier pour l'industrie papetière), l'industrie peut imposer ses clones
D'autres essences, dans les haies traditionnelles ont été utilisées en mode TCR (ex : Chêne vert en France, mais en ne produisant souvent que des fagots de faible valeur et en s'épuisant rapidement.

## Expérimentations
Le TCR a fait l'objet d'expérimentation, notamment par « l'association forêt cellulose » (AFOCEL), pour évaluer le potentiel d'utilisation de ce traitement pour l'industrie papetière.

## Variante TTCR
Il existe également des taillis à très courte rotation (TTCR) pour lesquels la révolution est réduite à l'extrême : 2 ou 3 ans. Ce type de taillis est supposé mieux adapté aux zones très venteuses ou les futaies seraient plus exposées et vulnérables aux tempêtes.
Des TCR ont été mis en place ou pourraient être testés sur des friches industrielles, des friches linéaires (bordure de TGV, de voie ferrée ou d'autoroute où l'exploitant ne souhaite pas d'arbres trop grands pour limiter les dégâts en cas de tempête. Berges et dépôts de voies navigables, propriétés privées, no-mans land de régions frontalières, etc.
Ils peuvent aussi être installés sur des périmètres éloignés d'un captage d'eau potable (pour épurer les eaux de surface ou du plafond de la nappe, mais en tenant compte du potentiel d'évapotranspiration qui peut être important, toutefois parfois (selon la zone climatique et le microclimat) compensé par la capacité des boisements complexes -hétérogènes et diversifiés - et équilibrés à conserver et dans une certaine mesure recycler leur humidité).

## Vocation économique
La vocation économique, éventuellement alternative à l'activité agricole, est l'enjeu le plus cité des cultures énergétiques ; le TCR peut contribuer à produire du bois-énergie (chaleur ou production d'électricité), des perches, des copeaux de bois, des fibres et à créer ou maintenir des emplois ruraux ou périurbains (par l'entretien, l'exploitation, et marginalement pour la surveillance et l'évaluation, qualitative et quantitative).
La soutenabilité de la filière TTCR est discutée (comme toutes les cultures, l'intensification de l'exploitation peut conduire à épuiser ou surexploiter le substrat par exportation d'éléments nutritifs ou la ressource en eau).
Il semble possible d'ainsi créer ou entretenir une ressource renouvelable disponible pour la filière bois-cellulose, ou les réseaux de chaleur, avec des retombées indirectes par le tourisme, et l'exploitation de tout ou partie de ce boisement. 

## Intérêts connexes
Outre leur intérêt de cultures énergétiques, ces éléments boisés pourraient – avec une gestion appropriée et s'ils sont insérés dans le paysage avec un souci de cohérence écologique – développer d'autres intérêts pour l'eau, le sol, l'air, le paysage, l'agriculture, la santé, la restauration de puits de carbone, la trame verte et bleue, etc.

### Pour l'élevage
Le TCR peut produire une partie des bénéfices du bocage (ombrage, protection contre le vent, microclimat) pour l'élevage de mammifères mais aussi de volailles (poulets Label notamment).

### Éventuelle vocation paysagère
Si les essences utilisées sont des espèces locales, adaptées, variées, harmonieusement plantées en fonction du contexte écopaysager (et donc hydrologique et géopédologique), en épousant les formes des paysages, et pourquoi pas dans le cadre d'un néobocage semi-agricole, cachant éventuellement des points noirs du paysage (infrastructures et bâtiments disgracieux), et s'ils ne sont pas exploités suivant le principe de la coupe à blanc mais par exemple en plusieurs bandes faisant l'objet d'une rotation différente, de manière à toujours conserver l'équivalent d'une haie dans le paysage, ils peuvent contribuer aux efforts de restauration ou amélioration de certains paysages (Un test avec une triple bande boisée coupée, chaque bande étant coupée à une année différentes) a été conduit en Belgique avec une haie de 100 m constituée de 6 rangées de saules, avec une vocation énergétique de la récolte). 
En réintroduisant éventuellement des éléments d'apparence plus naturelle dans les milieux périurbains, voire dans des zones industrielles, ils peuvent améliorer le paysage et se connecter à une coulée verte, un jardin sauvage ou « écologiques », un corridor biologique, un mur végétalisé, une terrasse végétalisée, un parc paysagé, etc.).
Un bénéfice secondaire en termes cynégétique et de tourisme rural pourrait alors être attendu, grâce à l'amélioration en termes de paysage.
En France, aux conditions ci-dessus, il n'y a pas de contradiction avec la loi Paysage (Janv. 93), qui impose permis paysagers et prescriptions paysagères dans le POS (ou mieux de la loi forestière suédoise, certainement la plus complète sur la planète) et qui permet même de classer des éléments boisés du paysages pour les protéger.

Le décret 95-88 du 27 janvier 95[1], qui pourrait peut-être permettre, dans le cadre des remembrements, de les introduire ou favoriser comme mesures conservatoires et compensatoires. Le projet de loi biodiversité (2013-2014) prévoit d'ailleurs d'introduire le concept de remembrement environnemental dans le droit français.

### Vocation à protéger l'eau et à lutter contre l'érosion des sols
Une certaine efficacité est reconnue aux boisements et bandes boisées en matière d'épuration de l'eau (pour les phosphates et nitrates notamment, mais aussi en termes de diminution de la turbidité). Des TCR ont été expérimentés en phase tertiaire de lagunages naturels (par exemple à Lallaing et de station d'épuration (par exemple à Villeneuve-d'Ascq durant quelques années). Des arbres à croissance rapide évapotranspirent une grande quantité d'eau. Ceci doit être pris en compte pour leur intégration écopaysagère.

## Impacts écologiques
Ils sont encore en partie discutés. En 2010, il y a encore peu d'études poussées sur les effets écologiques de ces taillis sur la biodiversité (45 références trouvées par Gosselin en 2009). Quelques plantations de TCR et TTCR ont été faites à des fins de recherche et de démonstration depuis les années 1980 mais à part les travaux pionniers (restés isolés) de Gustafsson (1987) il faut attendre les années 1990 (aux États-Unis) et 1995 en Europe pour trouver des publications scientifiques, notamment en Suède et au Royaume-Uni ou le recul est plus ancien (environ 30 ans en 2015).
Les boisements à très courtes, courtes ou moyennes rotations sont actuellement généralement constitués de plantations à haute densité (10 000 à 15 000 tiges/ha pour le TTCR et 1 000 à 4 000 tiges/ha pour le TCR), monospécifiques de variété hybrides (plus productives, mais souvent plus fragiles), voire monoclonales ou génétiquement peu biodiversifiés voire exotiques.
S'ils peuvent - à certaines conditions -  contribuer à épurer l'eau et les sols, les taillis de saules et /ou peupliers sont très consommateurs d'eau en Europe du Nord (jusqu'à 6-7 mm/jour), en été quand cette ressource est la plus réduite.

Un taillis permanent (mais pouvant être en partie périodiquement coupé) peut offrir une protection à une partie de la biodiversité, voire contribuer à la restauration des écosystèmes, mais les études disponibles montrent qu'ils profitent plutôt à des espèces banales.
Leur aspect uniforme (même classe d'âge) et l'absence de stade bois-mort diminuent leur intérêt écologique et en font parfois des pièges écologiques. Ils attirent des oiseaux, insectes et mammifères qui en profitent quelque temps puis qui meurent broyés avec le bois ou se retrouvent brutalement sans habitat. De plus, à long termes, ces cultures peuvent nécessiter des quantités importantes d'intrants et l'exploitation les rendent sensibles à diverses affections.
Cependant, une structure plus hétérogène (en classes d'âge) et plus diversifiée (en espèces et gènes, bien que mélange des clones induise chez les « clones dominés » des phénomènes de mortalité par compétition, notamment quand la plantation est très dense,) pourrait peut-être réduire les besoins en intrants chimiques et phytosanitaires en rendant la pratique de la culture énergétique plus souple (moins de coût d'intrants, moins d'entretien, meilleure résistance aux tempêtes, au gel, aux sécheresses) ; une culture d'espèces différentes, densément plantées, développerait des racines colonisant des profondeurs différentes et rendrait la culture plus résiliente et plus résistante.
Enfin selon les données disponibles (Christian et al., 1994 ; Ranney et Mann, 1994 ; Weih, 2004) les effets écologiques de ces taillis varient beaucoup selon le contexte écopaysager et sa dominante (agricole, forestière, urbaine...) et selon l'état antérieur du sol et du milieu (anciennes cultures agricoles annuelles, jachères, prairies, friches éventuellement polluées, forêts).

### Aspects écologiques positifs
S'ils ne font pas l'objet de traitements phytosanitaires, s'ils ne se substituent pas à des milieux naturels plus riches et intéressants pour la biodiversité, et s'ils ont génétiquement et structurellement complexes des taillis multistrates connectés à la trame verte locale pourraient présenter un certain intérêt écologique :
- Remaillage des milieux naturels ou d'infrastructures naturelles permettant de lutter contre le morcellement des habitats naturels dont on sait qu'il est devenu l'une des premières causes (et probablement même la première cause) de régression et de disparition des espèces, par exemple si l'on pense à y intégrer des mares ou fossés en eau, et si l'on évite les traitements phytosanitaires. Des plantations linéaires multistrates peuvent - dans une certaine mesure - jouer un rôle d'infrastructure écologique (= corridors biologiques) qui sont semi-naturelles, mais qui peuvent jouer un rôle de corridor biologique de remplacement.
- Régulation et stockage de la ressource en eau (impact très favorable sur les cycles inondation/sécheresse par l'inertie et alimentation régulière des nappes par drainage naturel).
- Régulation microclimatique (macro et micro) et régulation thermohygrométrique notamment.
- Absorption de gaz à effet de serre, puits de carbone (dans le sol), dans une certaine mesure
- Impact favorable sur le maintien des équilibres naturels (par exemple par l'augmentation des écotones ou création d'espaces tampons et l'accroissement d'habitats semi-naturels (si les taillis ou les cultures ne sont pas soumis aux produits phytosanitaires et aux excès d'engrais).
- diminution (localement) plausible éventuelle de la surfréquentation des milieux naturels (souvent relictuels).
- Détoxication de certaines friches polluées (ex : par les nitrates/phosphates voire par certains métaux lourds[25]), mais avec une prudence nécessaire, les toxiques pouvant éventuellement réapparaître dans le feuillage, les bois, les fumées ou les cendres. Le bois peut devoir être brûlé dans des installations munies de filtres performants.
- absorption ou fixation de certaines pollutions atmosphériques (poussières, gaz, aérosols)

### Aspects écologiques négatifs
Ils apparaissent surtout quand le taillis remplace un milieu de plus haute valeur écologique (prairie permanente, tourbière, lande, coteau calcaire, jachère florale, etc.), mais de manière générale les TCR et TTCR attire des espèces plutôt banales, dont une partie vont mourir broyées ou écrasés lors de la récolte.
Les essences utilisées (Salix sp., Populus sp.) en TTCR sont parmi les plus consommatrices d'eau (jusqu'à 6-7 mm/jour) et exigent souvent (pour être industriellement exploitables) un labour, un contrôle des plantes concurrentes (généralement au moyen d'un herbicide) et un dessouchage pour rendre le sol à d'autre usages. Les pollens, graines et rejets de clones utilisés peuvent être source de pollution génétique pour les peuplements sauvages et autochtones proches.

### Vocation pédagogique
Le TCR peut être un des lieux de formation, sensibilisation, formation de collectivités, d'élus, techniciens, associations, écoles et public, un lieu de démonstration de nouvelles méthodes de reconstitution, d'entretien et de gestion plus « écologique » d'écosystèmes para-forestiers ou semi-naturels.
Des plans de formation en alternance sont relativement aisés à mettre en œuvre (étant donné la saisonnalité du travail).

### Vocation scientifique
Le TCR peut être support de développement de la recherche sur de nouvelle forme de génie écologique (reconstitution d'écosystèmes semi-naturels ou semi-forestiers, restitution au sol des cendres ou de certains oligo-éléments (soufrés par exemple) ; suivi de l'évolution de ces milieux semi-naturels et des écosystèmes qui y apparaissent, évaluation des différentes méthodes, de leur pertinence dans le temps, ou en fonction des contextes pédologiques et climatiques ; écotoxicologie (effets du TCR sur l'épuration des sols, la migration des toxiques, etc.) ; réintroduction ou conservation in situ d'espèces végétales et animales « utiles »; conception de méthodologies et de techniques reproductibles ; suivi des phénomènes de mycorhization dans ce contexte particulier, etc.

### Autres vocations
- Jachère énergétique

## Réglementation et critères de durabilité
- Une directive européenne de 2009 relative à la « promotion de l’utilisation de l’énergie produite à partir de sources renouvelables » stipule[26] que cultures énergétiques ne doivent pas être implantées sur « des terres présentant un important stock de carbone » si sur des sites protégés ou des « terres de grande valeur en termes de diversité biologique », ce qui semble exclure les forêts, tourbières, prairies permanentes, milieux ouverts associés aux forêts, zones Natura 2000, etc.)[22].

## Galerie d'images

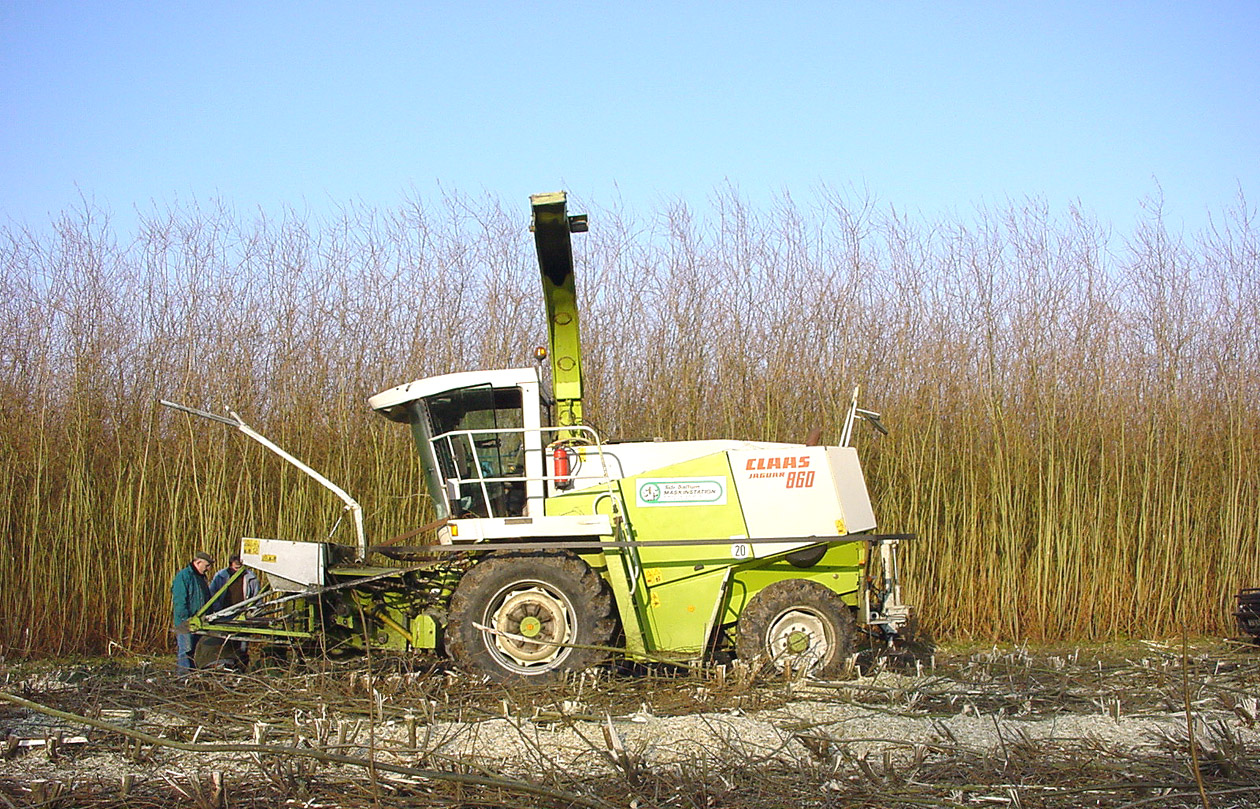
Récolteuse.
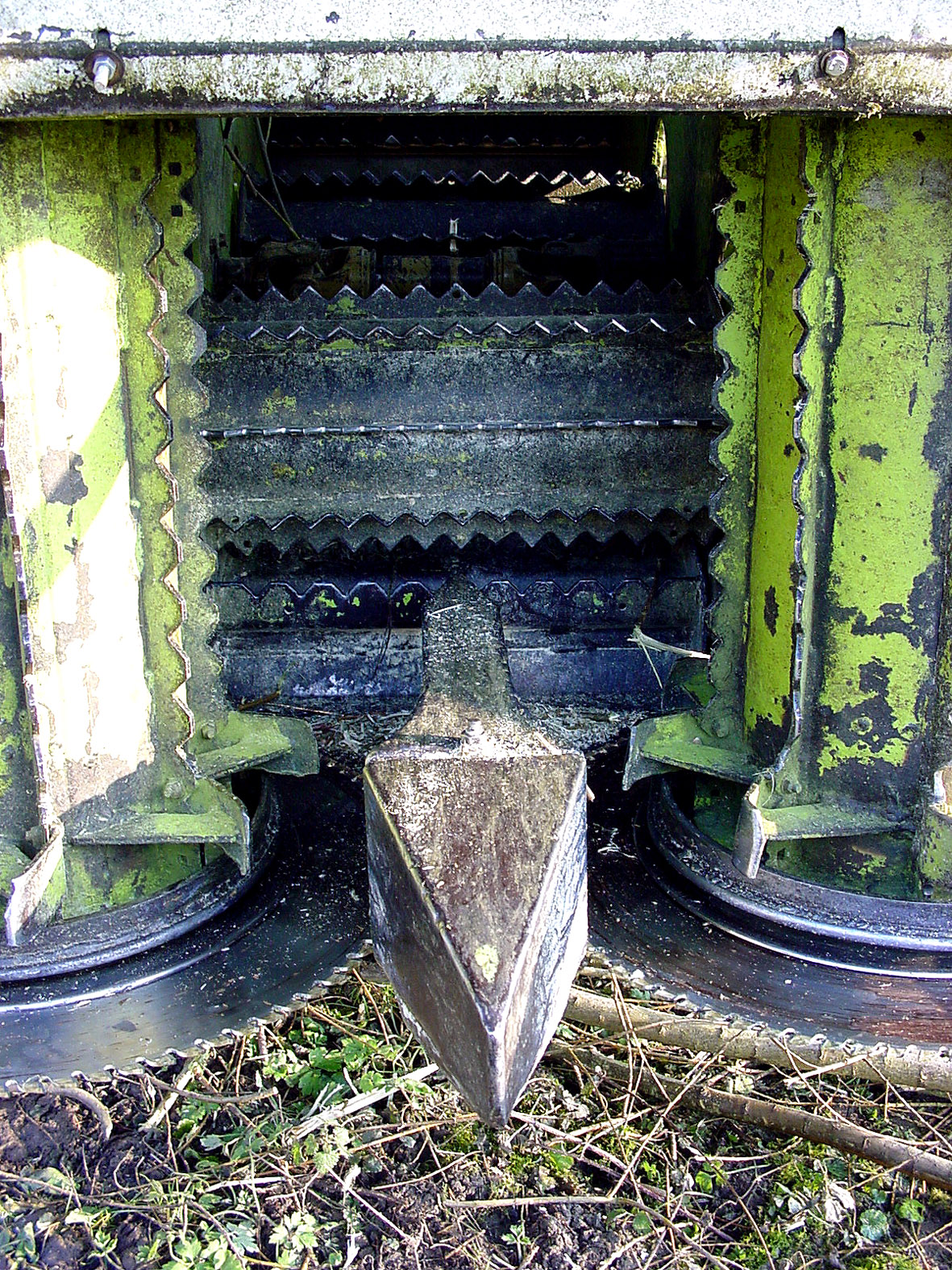
tête de coupe (« avaloir »)
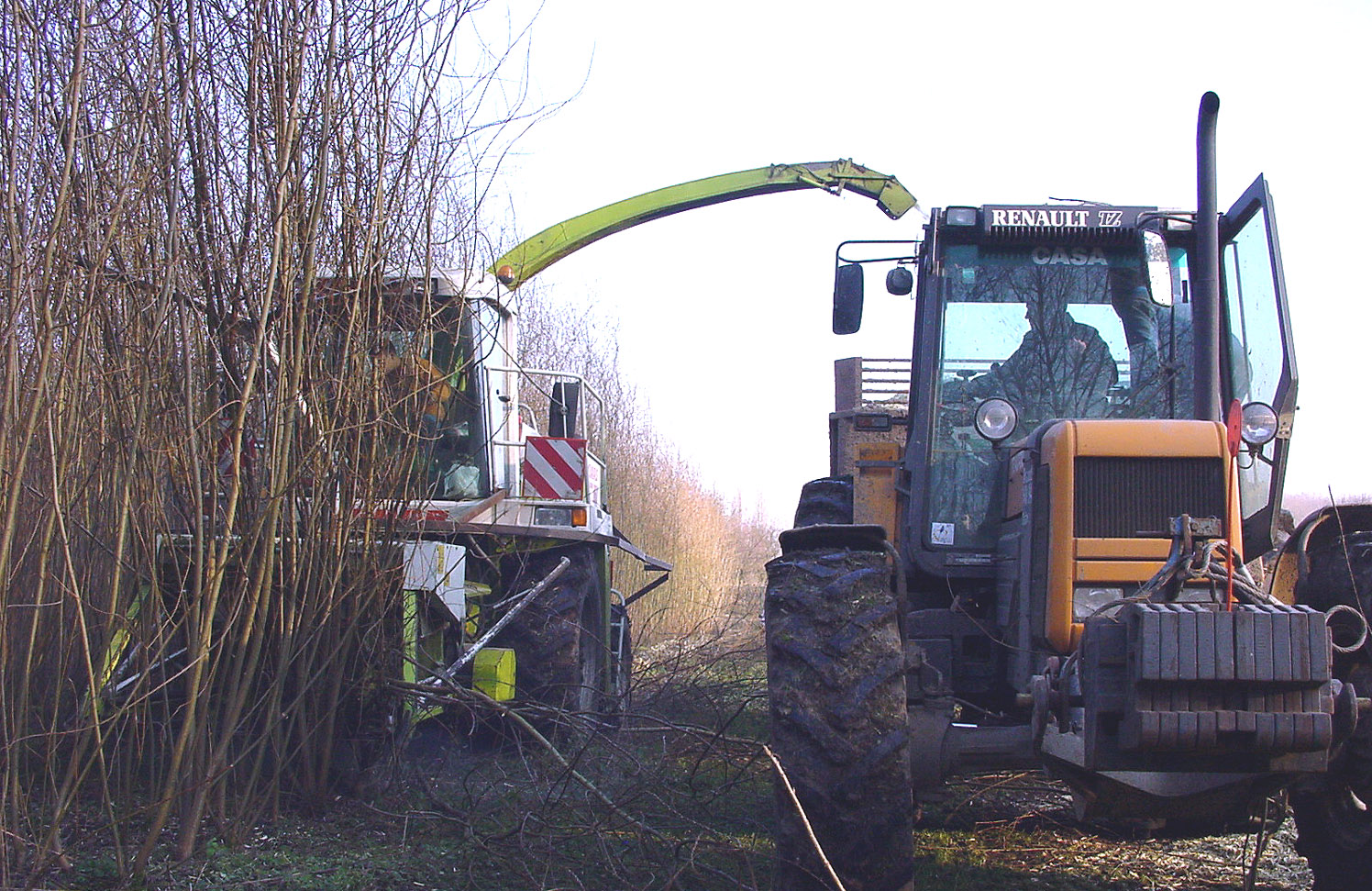
Taillis, récolte.
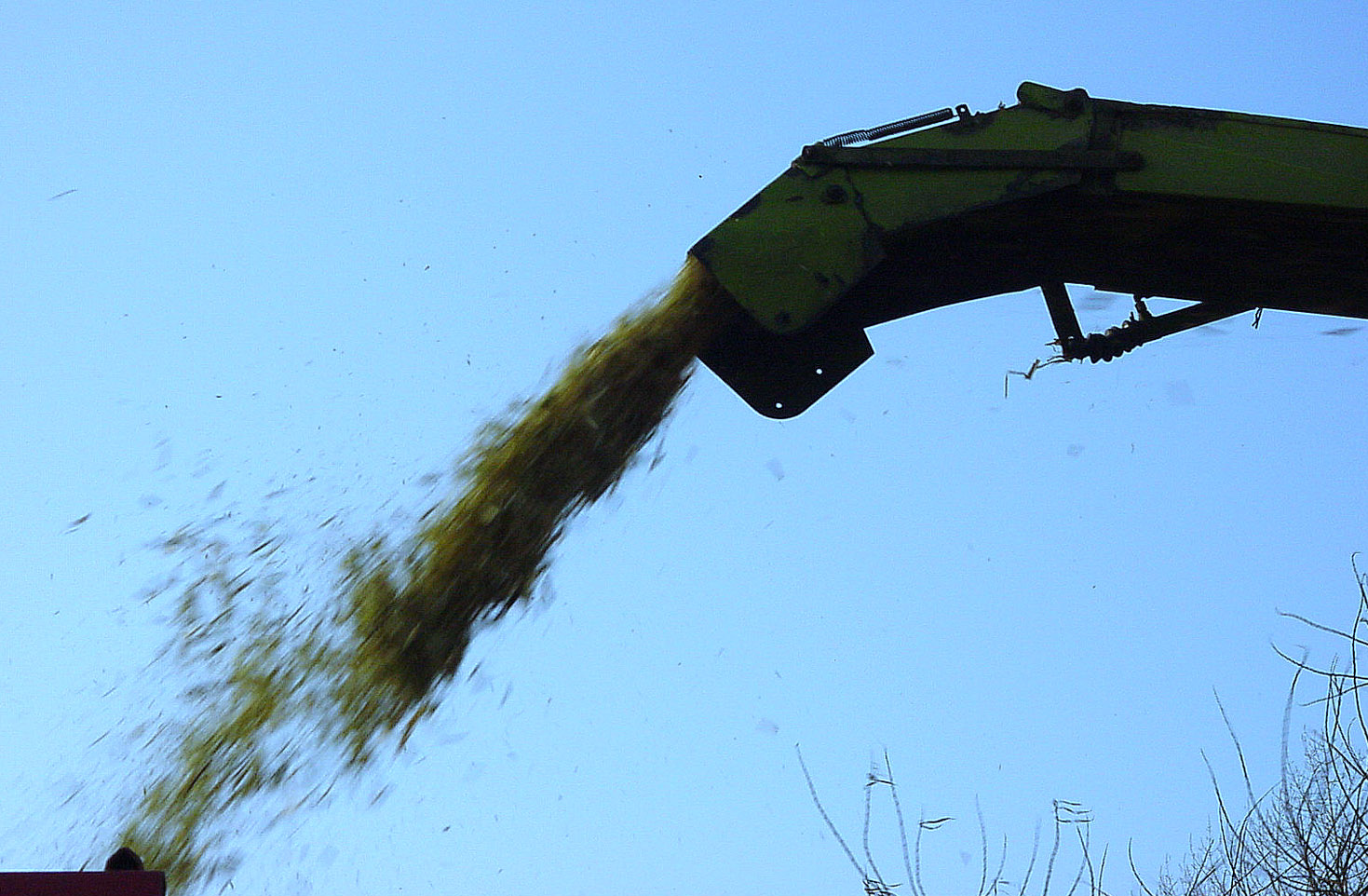
Éjection des copeaux.
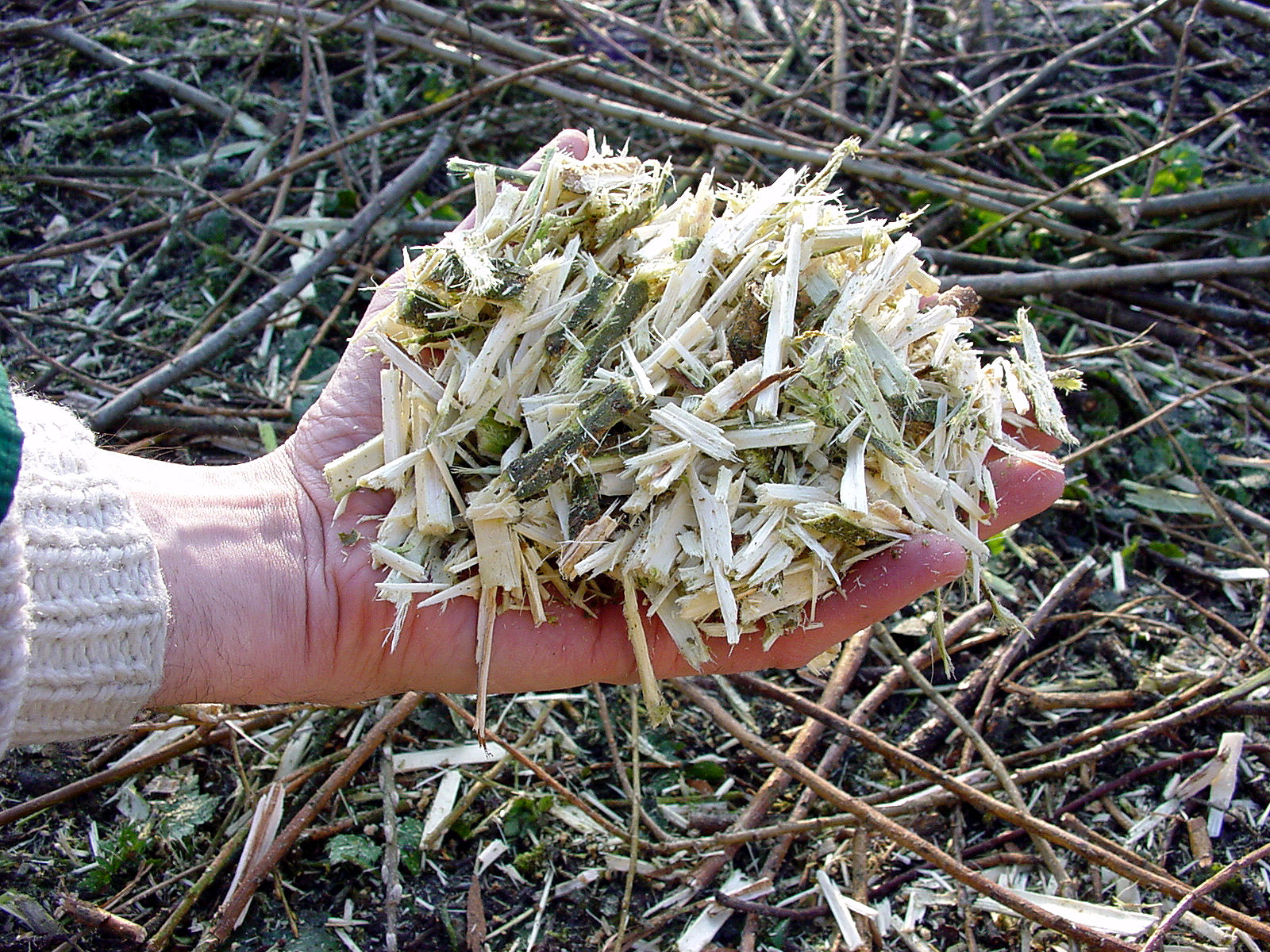
Copeaux frais